# Hydrillodes murudensis
Hydrillodes murudensis är en fjärilsart som beskrevs av Louis Beethoven Prout 1928. Hydrillodes murudensis ingår i släktet Hydrillodes och familjen nattflyn. Inga underarter finns listade i Catalogue of Life.